# Armeniya
El Armeniya (en ruso: Армения, lit. 'Armenia') fue un buque de carga durante la Segunda Guerra Mundial utilizado por la Armada Soviética para movilizar soldados heridos y cargamento militar aunque inicialmente estaba diseñado y funcionaba como transporte de pasajeros y carga. Fue hundido el 7 de noviembre de 1941 por un avión de la Alemania nazi mientras evacuaba civiles, personal sanitario y soldados soviéticos heridos mientras navegaba en el Mar Negro, cerca de la costa de Crimea. Se estima que murieron entre cinco y diez mil personas, por lo que es uno de los mayores desastres marítimos en la historia. Solo hubo unos pocos supervivientes. En 2020, una expedición de Rusia descubrió el lugar del naufragio.
En la película Tesoros de un barco hundido («Сокровища погибшего корабля») estrenada el 8 de diciembre de 1935 y dirigida por Vladímir Braun e Isaac Menaker, del estudio cinematográfico Lenfilm. Se ven imágenes rodadas en el Armeniya, donde un equipo de rescate de barcos hundidos (Expedición Subacuática de Propósito Especial, EPRON) está buscando el tesoro de un barco inglés hundido en el Mar Muerto.

## Historia

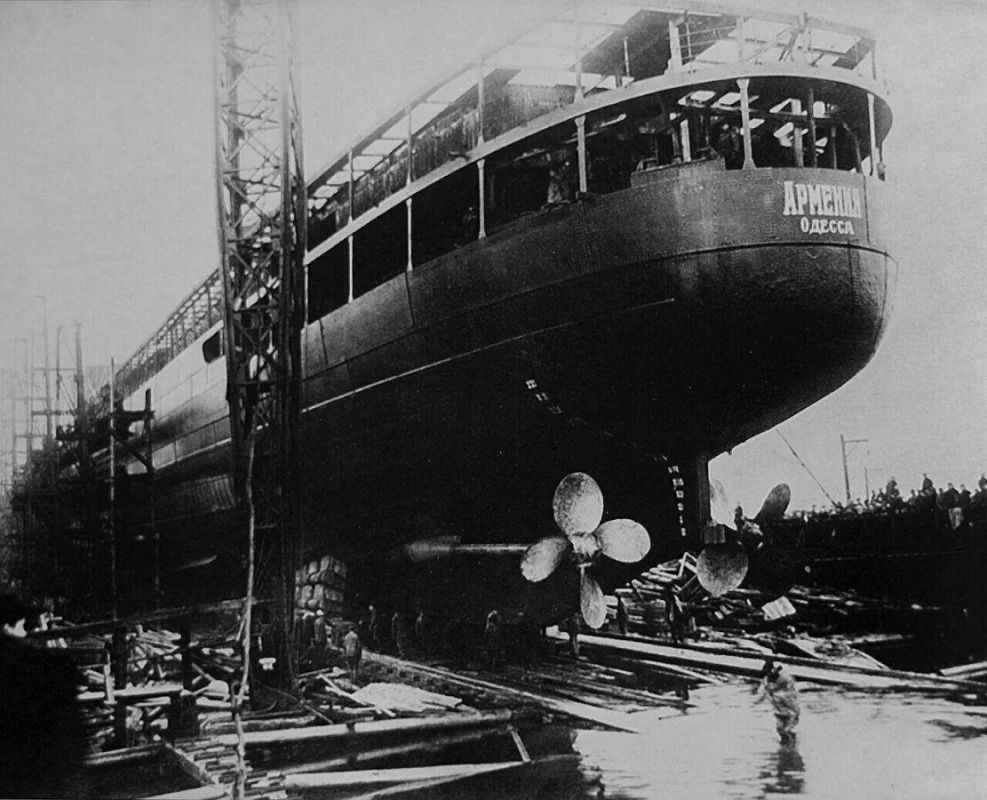
El Armeniya en construcción, Leningrado, 1928.

### Servicio comercial
Los barcos de la clase Adzharia, construidos por los Astilleros del Báltico de Leningrado, estaban específicamente diseñados para realizar las travesías marítimas que unían la península de Crimea con el Cáucaso. Por ello, fueron bautizados en honor a varias regiones de dicha zona. El primero en ser construido y botado fue el Adzharia en 1927, seguido por el Abkhazia, el Ukraina y el Armeniya en 1928. Fueron los primeros barcos para el transporte de pasajeros y carga que se construyeron en la recién formada Unión Soviética después de la guerra civil rusa.  
El Armeniya era un barco de tamaño medio capaz de transportar unas mil toneladas, así como unos 550 pasajeros en alojamientos de primera, segunda y tercera clase. En viajes cortos podría llevar 400 a 500 personas más en la cubierta, es decir, un total de hasta mil personas. Con un calado pequeño (5,5 metros) para permitir el acceso a los puertos de aguas poco profundas de los puertos del Mar Negro, tenía un desplazamiento de aproximadamente seis mil toneladas y una longitud de unos 112 metros. 
A lo largo de los años 1930, tanto el Armeniya como sus gemelos transportaron pasaje, correo y carga de manera fiable entre los puertos de ciudades como Odesa, Mariúpol, Sebastopol, Yalta y Batumi.

### Sitio de Sebastopol
Tras la invasión alemana de la Unión Soviética, con la operación Barbarroja el 22 de junio de 1941, los barcos Ayaria, fueron utilizados por la Armada Soviética como barcos hospitales y de transporte. Durante agosto y septiembre, el Armeniya, bajo el mando del experimentado capitán Vladimir Plaushevsky, desembarcó una quincena de veces en tierra firme y transportó a Odesa a unos quince mil soldados heridos.
A finales de octubre de 1941, el 11.° ejército de la Wehrmacht, bajo el mando del general Erich von Manstein, había aislado la península de Crimea capturando el istmo de Perekop. Se había iniciado el sitio de Sebastopol (1941-1942). Por ello, la ciudad bajo asedio sólo mantenía el puerto marítimo como única ruta de entrada o salida con el resto de la URSS. El 5 de noviembre ante la inminente llegada de las tropas alemanas, comenzó el pánico en la ciudad más importante de Crimea, Sebastopol. La ciudad terminaría soportando el asedio alemán y un intenso bombardeo durante nueve meses, antes de caer. Los líderes de la ciudad decidieron evacuar los hospitales con miles de soldados y ciudadanos heridos, parte del liderazgo del partido de Crimea, el personal del campamento pionero de Artek, sus familias y parte de la población civil. A principios de noviembre, el Armeniya, pintado con dos grandes cruces rojas para indicar su función como barco hospital, llegó al puerto de Sebastopol.

### Hundimiento

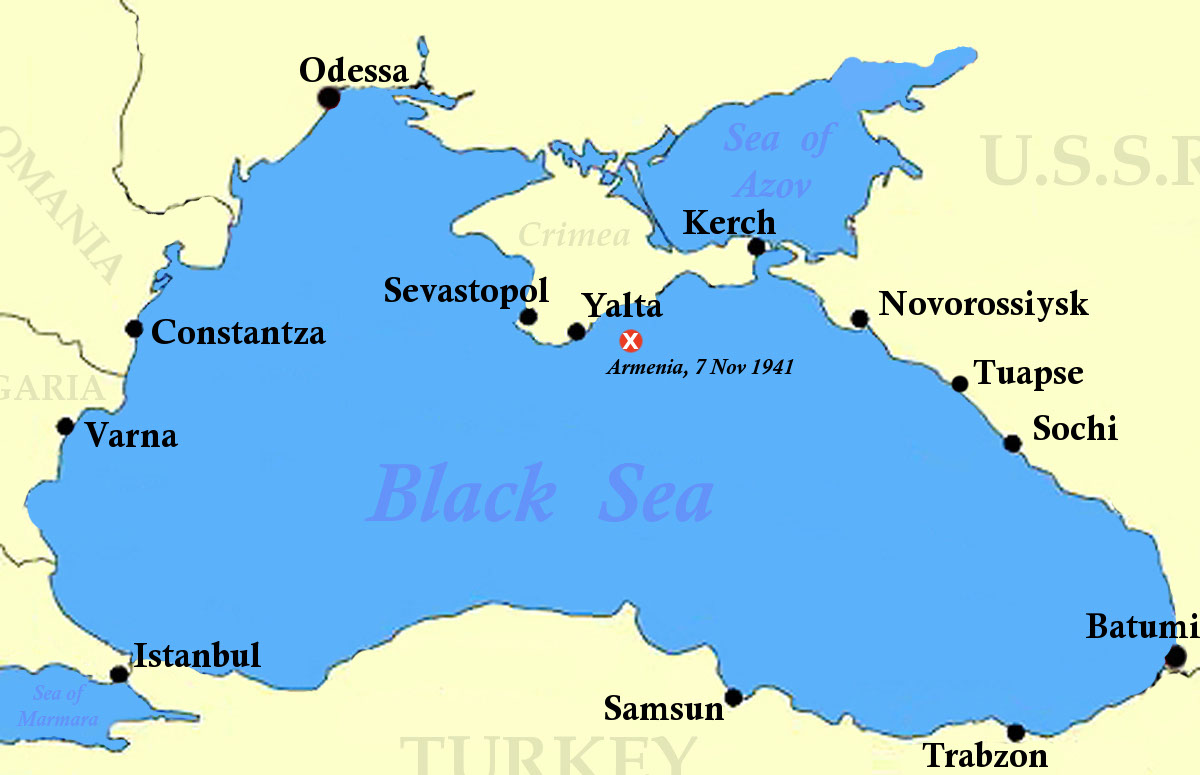
Lugar aproximado del hundimiento del Armeniya, cerca de la costa de Crimea.

Durante el día 6 de noviembre temprano hasta tarde en la noche, el Armeniya se hizo cargo de miles de pasajeros en el puerto de Sebastopol. Todo el personal soviético del hospital y los funcionarios civiles y sus familias fueron llevados a bordo junto con los miles de heridos, con destino a la ciudad de Tuapsé, a 250 millas de distancia, en la costa noreste del Mar Negro. En la ruta, se planeó una parada planificada en Yalta, sin embargo, inmediatamente después de la salida, a las 17:00, el capitán Vladímir Plaushevski recibió una orden para detenerse en Balaklava. Como resultado, el barco llegó a Yalta solo a las 2 a. m. del 7 de noviembre, donde, ya sobrecargado, debía recoger aún más pasajeros. No se hizo ningún intento de registrar a los embarcados; soldados heridos y civiles simplemente estaban hacinados en las cubiertas.
Plaushevsky tenía prisa por continuar la navegación aprovechando la noche para llamar menos la atención, pero se le ordenó que esperara la llegada de una escolta militar. A las siete de la mañana, finalmente partió de Yalta, acompañado de dos lanchas armadas y dos aviones de combate. El Mar Negro permaneció durante toda la Segunda Guerra Mundial bajo control esencialmente soviético ya que los alemanes y sus tropas aliadas de Rumanía e Italia tenían solo unos pocos buques disponibles. Sin embargo, en la primera etapa de la guerra, las llamadas potencias del Eje tenían una completa superioridad aérea. Más de un centenar de buques mercantes soviéticos fueron hundidos, al igual que docenas de buques de guerra. Solo los barcos más fuertemente armados y escoltados podían viajar a la luz del día con una esperanza razonable de seguridad; los buques sin escolta o en puerto en la parte occidental del Mar Negro tenían muchas posibilidades de ser atacados. El estatus del Armeniya como buque hospital era incierto. Aunque a sus lados y la parte superior estaban pintados con grandes cruces rojas, según algunas fuentes tenía un pequeño armamento antiaéreo y había transportado tropas y pertrechos militares anteriormente, vulnerando supuestamente la convención en buques sanitarios.  
En la mañana del 7 de noviembre, viajaba con una escolta militar de dos barcos armados y dos aviones de combate Polikárpov I-153, una protección débil dada la fuerte superioridad aérea de los alemanes en ese momento. Partió de Yalta a las 8:00 a. m. y a las 11:25 a. m., a unas 25 millas de Yalta, el Armeniya fue atacado por un bombardero alemán Heinkel He 111 que, según testigos, arrojó dos torpedos. Un torpedo falló; el otro acertó un golpe directo. El barco se partió en dos y se hundió a las 11:29 a. m.. Los informes finales del mando militar daban cuenta de tan solo ocho personas fueron rescatadas, aunque sobrevivieron muy pocos no hay certeza de la cifra exacta. Sin embargo, después del descubrimiento de su pecio recientemente, se conoce que no fue hundido por un torpedo, sino por un intenso bombardeo a lo largo del barco desde la proa.
Incluso con la estimación más conservadora de sólo unos cinco mil muertos, el hundimiento del Armeniya sigue siendo el desastre marítimo más mortífero en la historia soviética y rusa. En términos de pérdida de vidas en el hundimiento de un solo barco, a menudo aparece como el tercer peor en la historia mundial, después de los hundimientos de los barcos alemanes Wilhelm Gustloff y Goya, que transportaban personal militar y refugiados civiles, torpedeados por submarinos soviéticos en el Mar Báltico al final de la guerra en 1945, en rigor todas las convenciones internacionales fueron letra muerta en el contexto de la guerra de aniquilación total entre la Alemania nazi y la URSS.
Las tres naves de su misma clase también se perdieron durante la guerra.
En memoria de las víctimas de la tragedia, en un terraplén de Yalta, se erigió una capilla.

## Búsqueda del pecio
En los últimos 20 años, se organizaron varias expediciones para localizar los restos del naufragio, en las que se exploraron hasta 300 kilómetros cuadrados y se creyó haberlo encontrado hasta en cuatro ocasiones. 
Debido a la profundidad de la zona, los fracasos en las búsquedas dieron lugar a diferentes teorías que cuestionaban los testimonios del hundimiento.
En 2014, GeoResonance, una polémica empresa australiana, afirmó haber localizado el pecio del Armeniya a 520 metros de profundidad en 2005, tras doce semanas de búsqueda. Para ello, utilizó una técnica de teledetección espectral desconocida, supuestamente militar y de origen soviético.  
Tomando como referencia unas muestras previas de los materiales con los que fue construido el navío, como acero, hierro o cobre, afirmó tener localizado un objeto hundido de unos 100 metros de largo, situado a 40 metros de distancia de otro de unos 10 metros que, presumiblemente, podía ser el torpedo. El primero fue inspeccionado por el batiscafo Langouste. Sin embargo, esta última afirmación no fue corroborada. Ese mismo año, la empresa había revelado el posible lugar donde se encontrarían los restos del avión perdido del vuelo 370 de Malaysia Airlines, siendo ignorada o denunciada por bulo.
En 2017, las operaciones de búsqueda llevadas a cabo por el Ministerio de Defensa de Rusia y especialistas de la Sociedad Geográfica Rusa detectaron una anomalía magnética en el lecho marino, a 15 millas náuticas de Yalta, cerca de la posición donde, según indicaban las fuentes oficiales, naufragó el Armeniya. En marzo de 2020, las coordenadas de dicha anomalía fueron concretadas tras investigar el área mediante sonar y, en abril de ese año, se localizó el pecio a 1500 metros de profundidad, durante una expedición en la que se emplearon sumergibles ROV. 
La identidad del pecio fue confirmada gracias a la recuperación de la campana de a bordo, que mantenía intacto el nombre del buque debido al material no ferroso con el que fue fundida.
Los daños que presenta el Armeniya, como suele ocurrir con otros pecios, son bastante diferentes a los descritos en los testimonios del hundimiento. Según estos, había sido alcanzado por un torpedo y se había partido en dos secciones, pero una nueva investigación reveló que el barco se encuentra en una sola pieza y no presenta daños de torpedos. 
Sergey Fokin, director ejecutivo del centro de investigación subacuática, ofreció detalles respecto a los daños: 

La superestructura y cubiertas tienen aterradoras huellas de destrucción, las barandillas y otros elementos verticales apuntan hacia afuera.
Lo más probable es que estas sean consecuencia de las explosiones de bombas. Los daños más importantes se encuentran en la parte central y en la zona próxima a babor de la superestructura de proa, lo que puede indicar bombardeos a lo largo del rumbo del barco, es decir, los aviones alemanes atacaron desde popa.

La versión que describía un hundimiento rápido fue confirmada debido a que algunas de las ventanas no estaban rotas, pero se encontraban presionadas completamente hacia el interior de la nave. Esto significa que, para cuando el casco llegó a grandes profundidades, todavía quedaban bolsas de aire dentro del barco.